# Le Mariage de la Princesse Leia
Le Mariage de la Princesse Leia (titre original : The Courtship of Princess Leia) est un roman de science-fiction de Dave Wolverton situé dans l'univers étendu de Star Wars. Publié aux États-Unis par Bantam Spectra en 1994, puis traduit en français et publié par les éditions Presses de la Cité en 1995,, son action se déroule huit ans après la bataille de Yavin.

## Résumé
Bien que l'Empire galactique ait été privé de ses dirigeants, les Seigneurs de la Guerre Impériaux restent un problème majeur pour la jeune Nouvelle République. Une grande (et riche) puissance galactique, Le Consortium de Hapès propose alors de rejoindre la République à condition que la princesse Leia épouse le Prince héritier de Hapès, Isolder.
Alors que Leia semble tentée par cette alliance politique qui pourrait mettre fin aux conflits, Han Solo refuse de voir celle qu'il aime en épouser un autre et l'enlève pour se réfugier sur une planète qu'il a gagné au jeu. Mais Dathomir est peuplée de puissantes Sorcières dont certaines, les Sœurs de la Nuit, utilisent les pouvoirs démoniaques du côté Obscur...

## Personnages
- Han solo
- Leia
- Les sœurs de la nuit
- Isolder
- Luke Skywalker
- C3PO (ou Z6PO) et R2D2
- Le capitaine Astara (garde du corps du princes de Hapes)
- Les sorcières de Dathomir
- La reine mère de Hapes